# Trèves, Gard
Trèves är en kommun i departementet Gard i regionen Occitanien i södra Frankrike. Kommunen ligger i kantonen Trèves som tillhör arrondissementet Le Vigan. År 2022 hade Trèves 108 invånare.

## Befolkningsutveckling
Antalet invånare i kommunen Trèves
Referens:INSEE